# Équipe du Tchad masculine de volley-ball
L'équipe du Tchad de volley-ball  est l'équipe nationale qui représente le Tchad dans les compétitions internationales de volley-ball.
La sélection est douzième du Championnat d'Afrique masculin de volley-ball 2017 et septième du Championnat d'Afrique masculin de volley-ball 2019.